# Kimberley AC
Kimberley Atlético Club – argentyński klub piłkarski z siedzibą w mieście Buenos Aires.

## Historia
W 1906 roku grupa piłkarzy klubu CA Platense opuściła swój klub i założyła nowy klub o nazwie Kimberley Athletic Club. W 1912 roku doszło do podziału w lidze argentyńskiej, w związku z czym dwie federacje zorganizowały odrębne mistrzostwa. Klub Kimberley otrzymał prawo gry w pierwszej lidze organizowanej przez federację Federación Argentina de Football.
W pierwszoligowym debiucie klub zajął 7 miejsce. W 1913 i 1914 roku Kimberley zajął dwa razy z rzędu 4 miejsce. W 1915 roku doszło do połączenia ligi argentyńskiej - w połączonej już lidze Kimberley zajął 22 miejsce (czwarte od końca), które oznaczało spadek z ligi. Nigdy już klubowi Kimberley nie udało się wrócić do najwyższej ligi argentyńskiej.
Kimberley występował w pierwszej lidze przez cztery sezony - rozegrał 70 meczów, w tym 21 zwycięstw, 11 remisów i 38 porażek, uzyskując 53 punkty. Klub zdobył 95 bramek i stracił 163 bramki.